# 亀田次郎
亀田 次郎（かめだ じろう、1876年〈明治9年〉9月11日 - 1944年〈昭和19年〉2月8日）は、日本の国語学者。

## 経歴
兵庫県印南郡曽根村（現・高砂市曽根町）に生まれる。父・猪之介、母・チヨ。母方の祖父は亀田五一郎といい、幕末に塩田開拓などで成功し、南画家の田能村直入などの文人と交流のあった素封家であった。大阪尋常中学校から熊本の第五高等学校を経て東京帝国大学文学部に進学する。
大学卒業後は恩師・上田萬年が主事を務めていた国語調査委員会嘱託として、実務にあたる。そこでは友人の新村出と協力して『音韻分布図』を出版する。1908年に七高へ赴任（同僚に山田準・武藤長平・伊波普猷らがいた）。その後も大阪外国語学校・大谷大学に教授として勤務しつつ書誌・学者の伝記・郷土に関する研究を続ける。1943年、大谷大学を退官後は生家のある曽根村西亀田に戻るが間もなく死去する。享年69。

## 性格
亀田は率直で飾りのない性格で、思っていることをはっきりと直言する人だった。それは師である上田萬年に対しても変わりがなかったので、上田の周辺の人々が気を回して亀田を近づけぬようにした。「そのため亀田君は、自然に学界から孤立する結果になったのだが、これは人々が必要以上に両者を離間したきらいがある」と国語学者の山田孝雄が回想している。
ある夜、亀田が人力車を拾って帰宅する途中で車夫が酒手をせびったところが、亀田はひるまず太いステッキで車夫の頭をなぐって逃げたという逸話がある。その話を本人から聞いたフランス文学者の佐藤良雄は亀田のことを「我が儘な強気の奇行家」として記憶している。

## 著作

### 単著
- 『国語学概論』博文館〈帝国百科全書 第198編〉、1909年6月。 NCID BN06174462。全国書誌番号:54011825。
- 『平野庸脩翁伝』印南郡三治協会、1917年10月。 NCID BA49046666。全国書誌番号:43003261 全国書誌番号:56001265 全国書誌番号:56003655。
- 『山片蟠桃翁の事蹟』印南郡三治協会、1919年6月。 NCID BA37491672。全国書誌番号:43021056 全国書誌番号:56000169。
- 『児島範長墳墓考』亀田次郎、1921年1月。 NCID BA47015672。全国書誌番号:43000444 全国書誌番号:56002554。
- 『韻鏡書類陳列目録』静安学社、1930年9月。全国書誌番号:58007744。
- 『国語学書目解題』明治書院〈国語科学講座 Ⅲ　国語学〉、1933年8月。 NCID BN11062672。全国書誌番号:46087754。
- 『山片蟠桃』全国書房、1943年2月。 NCID BN05720410。全国書誌番号:46006737 全国書誌番号:55005653。
- 雨宮尚治 編『西洋人の日本語研究 亀田次郎先生の遺稿』風間書房、1973年11月。 NCID BN04342850。全国書誌番号:75017121。

### 共著
- 亀田次郎、多屋頼俊『日本文法綱要』平野書店、1931年4月。 NCID BN13471468。